# Viña La Rosa
La Viña La Rosa fue fundada en las orillas del río Cachapoal, en la Región del Libertador General Bernardo O'Higgins (Chile), en 1824 por Francisco Ignacio Ossa y Mercado. Es filial de la Sociedad Agrícola La Rosa Sofruco, en conjunto con Sofruco Alimentos Ltda.

## Historia
Fundada en 1824 por el militar y político Francisco Ignacio Ossa y Mercado, es una de las viñas más antiguas de Chile. En dicho año, Ossa compró una hacienda para Gregorio Ossa Cerda, su primogénito. Eligió el valle del río Cachapoal, donde encontró tierras productivas y con viñedos. El dueño de estos terrenos era Manuel Blanco Encalada, el primer presidente de Chile. La transacción llevada a cabo también incluyó vasijas para guardar el vino, bodegas y una casa patronal. Con la importación de parras desde Francia mucho antes de que allí proliferara la plaga de la phylloxera comenzó la historia de la Hacienda y Viña La Rosa. 
La viña vivió un proceso de desarrollo a partir de la década de 1930, gracias a la dirección de Recaredo Ossa Undurraga, quien afectuosamente era llamado «don Reca». Desde 1987, Ismael Ossa Errázuriz —hijo de don Reca— es el presidente del directorio de Viña La Rosa. Él conforma la sexta generación de los Ossa dedicados a la elaboración de vinos de calidad en terrenos e instalaciones propias.

## Ubicación
Su ubicación en la zona central de Chile permite que, junto con la protección de un escudo montañoso, el valle del Cachapoal sea apto para la producción de vinos con un nivel de estándar internacional. 
Gracias a sus 825 hectáreas de viñedos plantados en cinco fundos, Viña La Rosa posee las líneas La Palma y La Palma Reserva que aluden al fundo La Palmería de Cocalán, donde los viñedos comparten la tierra con miles de antiguos ejemplares de la palma chilena y plantaciones de cítricos, y es el hábitat de numerosas llamas. Asimismo, la línea La Capitana recoge el nombre que recibe la palma más alta dentro del fundo, y la línea Don Reca fue nombrada en honor a Recaredo Ossa Undurraga, quien lideró Viña La Rosa desde 1930. Por otro lado, el fundo Cornellana de Viña La Rosa es favorecido por un micro clima único que presenta condiciones adecuadas para los viñedos y da nombre a la línea Cornellana, destinada al sector de hoteles, restaurantes y boutiques de vinos. 
En 2008 el 92,4 % de las ventas de vino embotellado tuvieron como destino mercados internacionales (95,1 % en 2007). En Chile, las ventas de vino embotellado crecieron 59,4 % en volumen, mientras que los ingresos lo hicieron 37,5 %.[cita requerida]

## Marcas de vinos
- Cornellana
- Don Reca
- La Capitana
- La Palma
- La Palma reserva
- Ossa
- Quinta las Cabras